# Listă de filme Fox Searchlight Pictures (2010–2019)
Aceasta este o listă de filme produse de studioul de film american Fox Searchlight Pictures (acum Searchlight Pictures) din 2010 până în 2019.
| Premiera           | Titlu                                           | Note |
| ------------------ | ----------------------------------------------- | --- |
| 12 februarie 2010  | Numele meu este Khan                            | distribuție doar în SUA; coproducție cu 20th Century Fox și Imagenation Abu Dhabi |
| 12 martie 2010     | Nuntă în familia noastră                        | |
| 14 mai 2010        | Mișcarea perfectă                               | |
| 18 iunie 2010      | Cyrus                                           | Nominalizare - Premiul Asociației Criticilor de Film pentru cel mai bun film de comedie |
| 17 septembrie 2010 | Să nu mă părăsești                              | Nominalizare - BIFA pentru cel mai bun film independent britanic |
| 15 octombrie 2010  | Condamnarea                                     | distribuție numai în teritoriile vorbitoare de limbă engleză și franceză și în Japonia |
| 5 noiembrie 2010   | 127 de ore                                      | distribuție numai în afara Regatului Unit, Irlandei, Franței și Elveției; coproducție cu Pathé, Everest Entertainment, Cloud Eight Films, HandMade Films și Film4 Nominalizare - Premiul Oscar pentru cel mai bun film Nominalizare - Premiul BAFTA pentru cel mai bun film britanic Nominalizare - Premiul Asociației Criticilor de Film pentru cel mai bun film Nominalizare - Premiul Independent Spirit pentru cel mai bun film Nominalizare - Premiul Producers Guild of America pentru cel mai bun film distribuția din Marea Britanie gestionată de Pathé prin Warner Bros. Pictures                                                 |
| 3 decembrie 2010   | Lebăda neagră                                   | Premiul Independent Spirit pentru cel mai bun film Nominalizare - Premiul Oscar pentru cel mai bun film Nominalizare - Premiul BAFTA pentru cel mai bun film Nominalizare - Premiul Asociației Criticilor de Film pentru cel mai bun film Nominalizare - César pentru cel mai bun film străin Nominalizare - Premiul Globul de Aur pentru cel mai bun film dramatic Nominalizare - Premiul Gotham Independent Film pentru cel mai bun film Nominalizare - Premiul Producers Guild of America pentru cel mai bun film |
| 11 februarie 2011  | Asiguratorul                                    | |
| 18 martie 2011     | În viață mai și câștigi                         | |
| 27 mai 2011        | Pomul vieții                                    | doar distribuție în America de Nord, Marea Britanie și Irlanda Premiul Gotham Independent Film pentru cel mai bun lungmetraj Nominalizare - Premiul Oscar pentru cel mai bun film Nominalizare - Premiul Asociației Criticilor de Film pentru cel mai bun film |
| 17 iunie 2011      | Prietenia                                       | doar distribuție |
| 15 iulie 2011      | Floare-de-zăpadă și evantaiul secret            | doar distribuție America de Nord și o selecție internațională |
| 22 iulie 2011      | Un alt Pământ                                   | distribuție numai în teritoriile de limbă engleză |
| 30 septembrie 2011 | Margaret                                        | |
| 21 octombrie 2011  | Martha Marcy May Marlene                        | doar distribuție |
| 18 noiembrie 2011  | Descendenții                                    | Premiul Globul de Aur pentru cel mai bun film dramatic Nominalizare - Premiul Oscar pentru cel mai bun film Nominalizare - Premiul BAFTA pentru cel mai bun film Nominalizare - Premiul Asociației Criticilor de Film pentru cel mai bun film Nominalizare - Premiul Independent Spirit pentru cel mai bun film Nominalizare - Premiul Producers Guild of America pentru cel mai bun film |
| 2 decembrie 2011   | Rușine                                          | distribuție doar în SUA Nominalizare - Premiul BAFTA pentru cel mai bun film britanic Nominalizare - BIFA pentru cel mai bun film independent britanic Nominalizare - Premiul Academiei Europene de Film pentru cel mai bun film Nominalizare - Premiul Independent Spirit pentru cel mai bun film străin |
| 27 aprilie 2012    | Sound of My Voice                               | distribuție numai în teritoriile de limbă engleză |
| 4 mai 2012         | Hotelul Marigold                                | Nominalizare - Premiul BAFTA pentru cel mai bun film britanic Nominalizare - BIFA pentru cel mai bun film independent britanic Nominalizare - Premiul Globul de Aur pentru cel mai bun film (muzical/comedie) |
| 8 iunie 2012       | Lola Versus                                     | |
| 29 iunie 2012      | Tărâmul visurilor                               | distribuție doar în SUA Nominalizare - Premiul Oscar pentru cel mai bun film Nominalizare - Premiul Asociației Criticilor de Film pentru cel mai bun film Nominalizare - Premiul Independent Spirit pentru cel mai bun film Nominalizare - Premiul Producers Guild of America pentru cel mai bun film |
| 6 iulie 2012       | Olimpiada de acasă                              | co-distribuție numai cu Red Flag Releasing |
| 27 iulie 2012      | Ruby Sparks                                     | |
| 19 octombrie 2012  | Terapie specială                                | doar distribuție |
| 23 noiembrie 2012  | Hitchcock                                       | coproducție cu The Montecito Picture Company și Cold Spring Pictures |
| 1 martie 2013      | Legături suspecte                               | |
| 5 aprilie 2013     | Capcana minții                                  | coproducție cu Pathé, Film4 și Indian Paintbrush; distribuția din Marea Britanie gestionată de Pathé prin 20th Century Fox |
| 31 mai 2013        | Organizația East                                | |
| 5 iulie 2013       | S-a întâmplat într-o vară                       | doar distribuție în America de Nord și selecție internațională Nominalizare - Premiul Asociației Criticilor de Film pentru cel mai bun film de comedie |
| 20 septembrie 2013 | Am spus destul                                  | Nominalizare - Premiul Asociației Criticilor de Film pentru cel mai bun film de comedie |
| 27 septembrie 2013 | Dragoste la înălțime                            | |
| 18 octombrie 2013  | 12 ani de sclavie                               | distribuție doar în America de Nord; coproducție cu Regency Enterprises, River Road Entertainment, Plan B Entertainment și Film4 Premiul Oscar pentru cel mai bun film Premiul BAFTA pentru cel mai bun film Premiul Asociației Criticilor de Film pentru cel mai bun film Premiul Globul de Aur pentru cel mai bun film dramatic Premiul Independent Spirit pentru cel mai bun film Premiul Producers Guild of America pentru cel mai bun film Premiul Popular al Festivalului Internațional de Film de la Toronto Nominalizare - Premiul Gotham Independent Film pentru cel mai bun film Inducted into the National Film Registry in 2023 |
| 29 noiembrie 2013  | Un altfel de Crăciun                            | |
| 7 martie 2014      | Hotel Grand Budapest                            | coproducție cu Indian Paintbrush Premiul Globul de Aur pentru cel mai bun film (muzical/comedie) Nominalizare - Premiul Oscar pentru cel mai bun film Nominalizare - Premiul BAFTA pentru cel mai bun film Nominalizare - Premiul Asociației Criticilor de Film pentru cel mai bun film Nominalizare - Premiul Gotham Independent Film pentru cel mai bun film Nominalizare - Premiul Producers Guild of America pentru cel mai bun film |
| 4 aprilie 2014     | Dom Hemingway                                   | distribuție numai în America de Nord, Franța, Germania, Spania, Italia, Portugalia, Hong Kong, Japonia, Benelux și Polonia |
| 2 mai 2014         | Belle                                           | distribuție doar în America de Nord, Marea Britanie și Irlanda |
| 18 iulie 2014      | Universul din ochi                              | doar distribuție |
| 1 august 2014      | Calvarul                                        | distribuție numai în SUA, America Latină, Franța, Spania, Italia, Benelux, Scandinavia și Japonia Nominalizare - BIFA pentru cel mai bun film independent britanic |
| 12 septembrie 2014 | Bani murdari                                    | coproducție cu Chernin Entertainment și TSG Entertainment |
| 17 octombrie 2014  | Omul Pasăre sau Virtutea nesperată a ignoranței | coproducție cu Regency Enterprises, New Regency, M Productions, Le Grisbi Productions, TSG Entertainment și Worldview Entertainment Premiul Oscar pentru cel mai bun film César pentru cel mai bun film străin Premiul Gotham Independent Film pentru cel mai bun film Premiul Independent Spirit pentru cel mai bun film Premiul Producers Guild of America pentru cel mai bun film Nominalizare - Premiul BAFTA pentru cel mai bun film Nominalizare - Premiul Asociației Criticilor de Film pentru cel mai bun film Nominalizare - Premiul Globul de Aur pentru cel mai bun film (muzical/comedie)                                       |
| 5 decembrie 2014   | Sălbăticie                                      | coproducție cu Pacific Standard și River Road Entertainment |
| 6 martie 2015      | Al doilea hotel Marigold                        | coproducție cu Blueprint Pictures și Participant Media |
| 17 aprilie 2015    | True Story                                      | coproducție cu Regency Enterprises și Plan B Entertainment |
| 1 mai 2015         | Departe de lumea dezlănțuită                    | coproducție cu BBC Films și DNA Films |
| 12 iunie 2015      | Eu, Earl și sfârșitul ei                        | doar distribuție; produs de Indian Paintbrush și Rhode Island Ave. |
| 14 august 2015     | Doamna America                                  | doar distribuție; produs de RT Features |
| 2 octombrie 2015   | Malala                                          | distribuție numai în afara Europei francofone; coproducție cu National Geographic Documentary Films, Imagenation Abu Dhabi și Participant Media Premiul Annie pentru cea mai bună animație specială Nominalizare - Premiul BAFTA pentru cel mai bun documentar Nominalizare - Premiul Asociației Criticilor de Film pentru cel mai bun film documentar |
| 6 noiembrie 2015   | Brooklyn                                        | distribuție numai în afara Canadei, Regatului Unit, Irlandei, Australiei și Noii Zeelande Premiul BAFTA pentru cel mai bun film britanic Nominalizare - Premiul Oscar pentru cel mai bun film Nominalizare - Premiul Canadian Screen pentru cel mai bun film Nominalizare - Premiul Asociației Criticilor de Film pentru cel mai bun film de comedie Nominalizare - Premiul Producers Guild of America pentru cel mai bun film |
| 4 decembrie 2015   | Tinerețe                                        | distribuție doar în America de Nord; produs de Indigo Film, Number 9 Films, Film4, Canal+, France Télévisions, Barbary Films și Mediaset Premium Premiul Academiei Europene de Film pentru cel mai bun film |
| 8 aprilie 2016     | Demolat                                         | distribuție numai în SUA, Marea Britanie, Irlanda, Australia, Noua Zeelandă, Franța și Germania doar distribuție; coproducție cu Black Label Media, Sidney Kimmel Entertainment și Mr. Mudd |
| 13 mai 2016        | A Bigger Splash: Pasiuni Periculoase            | distribuție doar în SUA; produs de Frenesy Film Company și Cota Film |
| 22 iulie 2016      | Absolut fabulos: Filmul                         | coproducție cu BBC Films |
| 7 octombrie 2016   | The Birth of a Nation                           | doar distribuție; produs de Bron Studios, Mandalay Pictures, Phantom Four și Tiny Giant Entertainment |
| 2 decembrie 2016   | Jackie                                          | doar distribuție în America de Nord; produs de LD Entertainment, Wild Bunch, Fabula, Why Not Productions, Endemol Shine Studios, Bliss Media și Protozoa Pictures Nominalizare - Premiul Independent Spirit pentru cel mai bun film |
| 10 februarie 2017  | Un regat unit                                   | distribuție doar în America de Nord; produs de BBC Films, BFI, Ingenious Media și Pathé |
| 3 martie 2017      | Masa 19                                         | coproducție cu 3311 Productions și 21 Laps Entertainment |
| 24 martie 2017     | Wilson                                          | coproducție cu Ad Hominem Enterprises |
| 7 aprilie 2017     | Înzestrată                                      | coproducție cu FilmNation Entertainment, Grade A Entertainment și DayDay Films |
| 9 iunie 2017       | Verișoara mea Rachel                            | coproducție cu Free Range Films |
| 4 august 2017      | STEP                                            | doar distribuție; produs de Stick Figure Productions |
| 18 august 2017     | Patti Cake$                                     | doar distribuție; produs de Department of Motion Pictures, RT Features și Stay Gold Features |
| 22 septembrie 2017 | Bătălia sexelor                                 | coproducție cu Decibel Films și Cloud Eight Films |
| 13 octombrie 2017  | La revedere, Christopher Robin                  | coproducție cu DJ Films și Gasworks Media |
| 10 noiembrie 2017  | Trei panouri publicitare lângă Ebbing, Missouri | coproducție cu Film4, Blueprint Pictures și Cutting Edge Group Premiul BAFTA pentru cel mai bun film Premiul BAFTA pentru cel mai bun film britanic Premiul Globul de Aur pentru cel mai bun film dramatic Premiul Popular al Festivalului Internațional de Film de la Toronto Nominalizare - Premiul Oscar pentru cel mai bun film Nominalizare - BIFA pentru cel mai bun film independent britanic Nominalizare - Premiul Asociației Criticilor de Film pentru cel mai bun film de comedie Nominalizare - Premiul Producers Guild of America pentru cel mai bun film                                                                      |
| 1 decembrie 2017   | Forma apei                                      | coproducție cu TSG Entertainment și Double Dare You Productions Premiul Oscar pentru cel mai bun film Premiul Asociației Criticilor de Film pentru cel mai bun film de comedie Golden Lion Premiul Producers Guild of America pentru cel mai bun film Nominalizare - Premiul BAFTA pentru cel mai bun film Nominalizare - Premiul Globul de Aur pentru cel mai bun film dramatic |
| 23 martie 2018     | Insula câinilor                                 | coproducție cu Indian Paintbrush și American Empirical Pictures Nominalizare - Premiul Oscar pentru cel mai bun film de animație Nominalizare - Premiul Annie pentru cel mai bun film de animație Nominalizare - Premiul BAFTA pentru cel mai bun film de animație Nominalizare - Premiul Asociației Criticilor de Film pentru cel mai bun film de animație Nominalizare - Premiul Globul de Aur pentru cel mai bun film de animație Nominalizare - Premiul Producers Guild of America pentru cel mai bun film de animație |
| 20 aprilie 2018    | Super polițiști 2                               | coproducție cu Broken Lizard Industries și Cataland Films |
| 12 august 2018     | Birdie                                          | doar distribuție; produs de Australian Directors' Guild și Metro Screen First short film distributed by Fox Searchlight Pictures |
| 23 august 2018     | Skin                                            | doar distribuție; produs de New Native Pictures și Studio Mao Premiul Oscar pentru cel mai bun scurtmetraj |
| 6 septembrie 2018  | Feathers                                        | doar distribuție; produs de Chanel, Pulse Films și Tribeca Film Institute |
| 25 septembrie 2018 | Marriage Material                               | doar distribuție; produs de American Film Institute și Maor Azran Productions |
| 28 septembrie 2018 | Bătrânul și arma                                | doar distribuție America de Nord, Marea Britanie și Irlanda; coproducție cu Endgame Entertainment, Condé Nast Entertainment, Sailor Bear, Identity Films, Tango Productions și Wildwood Enterprises |
| 19 octombrie 2018  | Mă poți ierta vreodată?                         | coproducție cu Archer Gray Productions |
| 23 noiembrie 2018  | Favorita                                        | coproducție cu Film4, Waypoint Entertainment, Scarlet Films, Element Pictures și Arcana; Premiul BAFTA pentru cel mai bun film britanic BIFA pentru cel mai bun film independent britanic Premiul Academiei Europene de Film pentru cel mai bun film Nominalizare - Premiul Oscar pentru cel mai bun film Nominalizare - Premiul BAFTA pentru cel mai bun film Nominalizare - Premiul Asociației Criticilor de Film pentru cel mai bun film de comedie Nominalizare - Premiul Globul de Aur pentru cel mai bun film (muzical/comedie) Nominalizare - Premiul Producers Guild of America pentru cel mai bun film                             |
| 25 ianuarie 2019   | Lavender                                        | doar distribuție; produs de the Jacob Burns Film Center |
| 9 martie 2019      | Exit 12                                         | doar distribuție; produs de Even/Odd Films și Square |
| 15 martie 2019     | După război                                     | coproducție cu Amusement Park Films, Scott Free Productions și BBC Films; Ultimul film lansat înainte de achiziționarea de către Disney |
| 10 mai 2019        | Dincolo de poveste                              | coproducție cu Chernin Entertainment; Primul film lansat după achiziția de către Disney |
| 21 august 2019     | Scapă cine poate                                | coproducție cu Mythology Entertainment și Vinson Films |
| 7 septembrie 2019  | Ani                                             | doar distribuție; produs de Kotiro Iti Films |
| 4 octombrie 2019   | Lucy printre stele                              | coproducție cu Pacific Standard și 26 Keys Productions |
| 18 octombrie 2019  | Jojo Rabbit                                     | coproducție cu Defender Films și Piki Films; Premiul Popular al Festivalului Internațional de Film de la Toronto Nominalizare - Premiul Oscar pentru cel mai bun film Nominalizare - Premiul Asociației Criticilor de Film pentru cel mai bun film de comedie Nominalizare - Premiul Globul de Aur pentru cel mai bun film (muzical/comedie) Nominalizare - Premiul Producers Guild of America pentru cel mai bun film |
| 13 decembrie 2019  | A Hidden Life                                   | SUA și distribuție exclusiv internațională; produs de Elizabeth Bay Productions, Aceway și Studio Babelsberg Ultimul lungmetraj lansat sub numele Fox Searchlight Pictures. Nominalizare - Premiul Independent Spirit pentru cel mai bun film |
| 16 decembrie 2019  | Sew Torn                                        | doar distribuție; produs de Macdonald Entertainment Partners Ultimul scurtmetraj lansat sub numele Fox Searchlight Pictures. |